# Microscopio de fluorescencia de reflexión interna total
1. Espécimen
2. Rango de ondas evanescentes
3. Cubierta deslizante
4. Aceite de inmersión
5. Objetivo
6. Haz de emisión (señal)
7. Haz de excitación

1. Objetivo
2. Haz de emisión (señal)
3. Aceite de inmersión
4. Cubierta deslizante
5. Espécimen
6. Rango de las ondas evanescentes
7. Haz de excitación
8. Prisma de cuarzo

Diagram (Cis-)Total Internal Reflection Fluorescence microscope (TIRFM).
- Espécimen
- Rango de ondas evanescentes
- Cubierta deslizante
- Aceite de inmersión
- Objetivo
- Haz de emisión (señal)
- Haz de excitación

Diagrama (Trans-)Total Internal Reflection Fluorescence Microscope (TIRFM).
- Objetivo
- Haz de emisión (señal)
- Aceite de inmersión
- Cubierta deslizante
- Espécimen
- Rango de las ondas evanescentes
- Haz de excitación
- Prisma de cuarzo

Un microscopio de fluorescencia de reflexión interna total (en inglés: Total internal reflection fluorescence microscope o TIRFM) es un tipo de microscopio con el cual una fina región de una muestra, usualmente de menos de 200 nm de espesor, puede ser observada.

## Antecedentes
En la biología celular y la biología molecular, un gran número de eventos moleculares en la superficie celular, tales como la adhesión celular, la unión de las células por acción de las hormonas, la secreción de neurotransmisores, y la dinámica de la membrana celular, han sido estudiados con microscopios de fluorescencia convencionales. Sin embargo, los fluoróforos que están ligados a la superficie de la muestra y aquellos en el medio circundante, existen en un estado de equilibrio. Cuando estas moléculas son excitadas y detectadas con microscopio de fluorescencia convencional, la fluorescencia resultante de dichos fluoróforos ligados a la superficie es frecuentemente opacada por la fluorescencia de fondo debida a la mayor abundancia de las moléculas que no están ligadas.

## Información general
La idea de utilizar la reflexión total interna para iluminar las células en contacto con la superficie del vidrio fue descrita por primera vez por E.J. Ambrose en 1956. Para resolver este problema, el TIRFM fue desarrollado por Daniel Axelrod de la Universidad de Míchigan, en la ciudad Ann Arbor, en la década de 1980. Un TIRFM utiliza una onda evanescente para iluminar selectivamente y excitar fluoróforos en regiones restringidas de la muestra que son inmediatamente adyacentes a la interfaz de cristal y agua. La onda evanescente es generada solamente cuando la luz incidente es reflejada internamente en su totalidad en la interfaz  de cristal y agua. El campo electromagnético evanescente decae exponencialmente desde la interfaz, y por tanto penetra a una profundidad de únicamente 100 nm aproximadamente dentro del medio de la muestra. Por esta razón el TIRFM permite una visualización selectiva de las regiones de la superficie como la membrana plasmática basal (que tiene cerca de 7,5 nm de espesor) de células como las mostradas en la figura de arriba. No obstante, hay que notar que la región visualizada es  de por lo menos unos cientos de nanómetros de ancho, así que la zona citoplasmática ubicada inmediatamente debajo de la membrana plasmática es necesariamente visualizada junto con la susodicha membrana plasmática durante la microscopía TIRF. La visualización selectiva de la membrana plasmática hace que las características y los eventos sobre la membrana plasmáticas en células vivas se vean con una alta resolución axial.
El TIRFM también puede ser usado para observar la fluorescencia de una sola molécula, convirtiéndose así en una herramienta importante de la biofísica y la biología cuantitativa.